# Patricia Sampaio Tavares
Patrícia Sampaio Tavares (Brasília, 3 de janeiro de 1972), mais conhecida como Patricia Tavares, é uma regente, pianista, compositora, arranjadora e cantora erudita brasileira. Formada em Regência, Canto Lírico e Piano pela Universidade de Brasília (UnB), ela dirige vários eventos musicais na capital federal, além de se apresentar junto com orquestras, corais e demais grupos musicais em todas as regiões do Brasil.

## Biografia
Infância, juventude e formação acadêmica
Patrícia Tavares nasceu em Brasília, Distrito Federal, no dia 3 de janeiro de 1972. De família baiana, recebeu desde cedo influências do pai, que era autodidata no violão. Passava horas ouvindo o pai tocar, dividida entre ouvi-lo e brincar e logo se interessou pela música.
Sempre se destacou por suas múltiplas habilidades. Fez dança, teatro, costura, artesanato e música. É certo que a veia artística sempre esteve muito presente em sua vida, mas chegou a fazer o curso de licenciatura em Educação Física antes de realizar seu curso superior em música.
Patrícia fez curso técnico em Canto Lírico e Piano Popular na Escola de Música de Brasília e formou-se em Regência, Canto Lírico e Piano pela Universidade de Brasília (UnB). Ela participou de diversos espetáculos, entre eles óperas, musicais e espetáculos de dança, além de ter produzido shows e musicais próprios e dos coros que rege.
Apresentações
Em 1984, aos doze anos de idade, Patrícia Tavares integrou como contralto o coral juvenil da Escola de Música de Brasília e se apresentou com o conjunto na ópera "O Guarani", do compositor brasileiro Carlos Gomes, realizada na Sala Villa Lobos do Teatro Nacional Cláudio Santoro, que na época se chamava Teatro Nacional de Brasília. O evento foi promovido pela Secretaria de Educação e Cultura do Governo do Distrito Federal em homenagem aos dez anos de fundação da Escola de Música de Brasília e dava sequência à uma temporada lírica do teatro.
No dia 20 de setembro de 2011, dirigiu o espetáculo “Disney in Love – As Mais Lindas Canções de Amor” no Teatro SESC Garagem, em Brasília. No evento, interpretou músicas românticas que fizeram sucesso em filmes da Disney, como “A Bela e a Fera”, “Pocahontas”, “O Rei Leão” e “Alladin”, juntamente com os cantores Hugo Coelho e Lígia San Romã, acompanhados pela pianista Suzi Magalhães, o contrabaixista Paulo Dantas e o baterista Elias Caires.
Em 2013, compôs uma canção intitulada "O Poetinha" a fim de apresentá-la no evento "Vinícius Entre Amigos", show em homenagem ao poeta, músico e diplomata Vinícius de Moraes realizado no dia 13 de junho daquele ano, também no Teatro SESC Garagem, onde Patrícia se apresentou com Hugo Coelho e a cantora e atriz Carol Senna.
Na véspera do Natal de 2018, na Praça da Babilônia em Conceição do Coité, integrou a Orquestra Santo Antônio para apresentar o concerto "Os Óculos do Papai Noel", repertório natalino mesclado à apresentação teatral homônima ao evento, que foi marcado por clássicos como "Jingle Bells", "Natal Todo Dia", da banda Roupa Nova, "Natal Branco" e "Noite Feliz" e reuniu um grande público.
Ainda em dezembro de 2018, fez uma participação especial de canto no "A Bossa É Nossa", evento realizado no Teatro SESI Rio Vermelho, em Salvador, capital da Bahia, em homenagem aos sessenta anos de criação do gênero musical bossa nova pelo músico baiano João Gilberto. Juntamente com a violinista, compositora e cantora baiana Rita Tavares, o guitarrista e compositor amapaense Rudnei Monteiro, o percussionista sueco Sebastian Notini e o grupo vocal Púrpura, Patrícia cantou canções consagradas do estilo, como "Garota de Ipanema" e "Chega de Saudade", de Tom Jobim e Vinícius de Moraes, "Wave", de Tom Jobim, "O Barquinho", de Bôscoli e Roberto Menescal, e "Samba de Verão", de Marcos e Sérgio Valle. Também incluíram nas apresentações algumas músicas menos conhecidas, a exemplo de "Influência do Jazz", de Carlinhos Lyra, "Deixa", de Baden Powell e Vinícius de Moraes, "Sambou Sambou", de João Donato e João Melo, e "O Telefone", de Roberto Menescal e Ronaldo Bôscoli. Além de apresentações musicais, fizeram ainda uma abordagem dos elementos que caracterizam a bossa nova, como a batida ao violão e o jeito intimista de cantar criados por João Gilberto, as harmonias e melodias rebuscadas de Tom Jobim e a poesia de Vinícius de Morais.
Projetos
Desde 2015, promove o "Música Brasileira em Cena", projeto idealizado por ela que traz uma série de atividades para o público, como assistir a shows, participar de oficinas, palestras, master class e teatro infantil e trocar livros, CD's e DVD's. O evento dura cerca de um mês e é realizado na Casa da Cultura Brasília (703 Norte) e no Centro Cultural de Brasília (601 Norte).
Atualidade
Atualmente ela rege o coro infanto-juvenil Viva Voz e o Coro de Câmara do Departamento de Música da UnB e ministra aulas particulares de canto e canta no grupo de música popular Mina do Som.